# マーク・ビアーズ
マーク・ハワード・ビアーズ（英: Mark Howard Beers、1954年 - 2009年2月28日）は、アメリカの老年医学専門医。高齢患者における不適切な薬剤処方の基準であるビアーズ基準（Beers Criteria）を提唱したことで知られる。1992年より2006年まで医学事典『メルクマニュアル』の編集に関わった。メルクマニュアル・オンラインの無料公開は、ビアーズが呼びかけた成果である。

## 青年時代
ビアーズは、ニューヨーク州ブルックリン区に生まれた。ビアーズの父はアメリカ空軍准将、母は看護婦であった。9歳の時に1型糖尿病の診断を受けたため、いくつかの学校で医学部進学課程への入学を拒否された。
タフツ大学を卒業し、それから1982年にバーモント大学にて医学の学位を取得した。ハーバードで卒後研修を行い、またマンハッタンのマウントサイナイ病院で訓練を受けた。
1987年、カリフォルニア大学ロサンゼルス校の医学助教授となった。また、1989年から1992年には、ランド研究所にて研究主幹であった。

## 研究初期
1980年代、ビアーズはハーバード大学の特別研究員の時に、ボストン周辺の850人の高齢者施設居住者における、抗精神病薬やジフェンヒドラミン、鎮静催眠剤といった向精神薬の使用を調査し、そうした薬は制限なく用いられ、一部では医療職員による綿密な監督がなく、これらの薬による利益が得られておらず、しばしば混乱や身体の震戦といった副作用の原因になっていた。
1990年11月、『アメリカ老年学会誌』にて、高齢者のカルテにおける服薬履歴には、46％の患者に3つ以上の誤りがあるため、カルテが服薬履歴の正確な情報源ではないことを報告した。

## ビアーズ基準
ビアーズは、ビアーズ基準（Beers Criteria）と呼ばれる高齢者における潜在的に有害である薬の一覧を認識するための研究に取り掛かった。それは先のボストンにおける研究を基礎とした。
1991年に公開されたビアーズ基準は、鎮静剤、筋弛緩薬、抗ヒスタミン薬や抗うつ薬を含み、有害となる可能性を説明している。ブラウン大学の老年医学の教授であるベスダインによれば、ビアーズは、向精神薬を処方するペンをとる前に、3回考えてみることを提唱した。
ビアーズ基準は、看護師や薬剤師、医師に用いられ、幾度かの改定を経て、2003年にも拡大された。特に、高齢者のための薬物療法を監督する、コンサルタント薬剤師会では、ビアーズ基準は標語となった。ビアーズは、アメリカ・コンサルタント薬剤師会（American Society of Consultant Pharmacists）の終身名誉会員であった。2008年には『日本医師会雑誌』にて、ビアーズも研究者として名を連ねたビアーズ基準の日本版が公表された。
1990年代、子供の頃からの糖尿病のため、両足の膝から下を切断している。1997年からアメリカ老化研究連盟（American Federation for Aging Research）の役員となった。

## メルクマニュアル
1992年には、ビアーズは医療情報の『メルクマニュアル』の副編集長となった。それによって、処方についての慎重さが広まることとなった。ベストセラーの『メルクマニュアル医学百科家庭版』の編集も務めた。また『高齢者医療メルクマニュアル』においても編集者の一員である。さらに、メルクマニュアル・オンラインとして、無料で公開されているのはビアーズの呼びかけの結果である。
2006年には、両足を原因とした障害のため、メルクマニュアルの編集長の座を辞退した。2005年から2006年にかけて、アメリカ老化研究連盟の会長を務めた。
2009年2月28日、マイアミビーチにて、糖尿病の合併症により54歳の齢で死去した。それは予期せぬ死亡であった。

## 編集著書
- William B.Abrams, Mark H.Beers, Robert Berkow、福島雅典(総編集)『高齢者医療メルクマニュアル 日本語版』1997年。ISBN 4-943975-18-6。、The Merck manual of geriatrics, 2nd ed.
- マーク・H・ビアーズ、ロバート・バーコウ、福島雅典(日本語版総監修)『メルクマニュアル 日本語版』日経BP社、1999年。ISBN 4-8222-0372-7。、The Merck manual of diagnosis and therapy, 17th ed.
- マーク・H・ビアーズ(英語版編集長)、福島雅典(日本語版総監修/監訳)『メルクマニュアル医学百科 最新家庭版』日経BP社、2004年。ISBN 4-8222-1116-9。
- マーク・H・ビアーズ、ロバート・バーコウ(英語版編集)、福島雅典(日本語版総監修)『メルクマニュアル 日本語版』日経BP社、2006年。ISBN 978-4-8222-0398-6。 The Merck manual of diagnosis and therapy, 18th ed.